# 皮爾傑村
皮爾傑村（波斯語： پيلجه），是伊朗吉兰省阿姆拉什县中央區南阿姆拉什鄉的一个村。2006年人口普查顯示該村人口为310人，分佈在72个家庭中。